# Асманов Мустафа Османович
Мустафа Османович Асманов (1899, Євпаторія, Таврійська губернія — 27 липня 1941, Комунарка) — радянський партійний і державний діяч кримськотатарського походження. Народний комісар юстиції Кримської АРСР.

## Життєпис
Народився 1899 року в Євпаторії в Таврійській губернії. Член ВКП(б) із 1921 року. У 1926—1933 роках працював на партійних посадах у Євпаторійському та Балаклавському районах Кримської АРСР. У 1933—1936 роках — постійний представник Кримського Центрального виконавчого комітету (ЦВК) при Президії ЦВК СРСР у Москві. З 1936 і до 16 червня 1938 — нарком юстиції Кримської АРСР.
Під час його повноважень тривало розслідування справ його попередників на посаді наркома юстиції Мемета Емір-Салієва (розстріляний) і Костянтина Монатова.

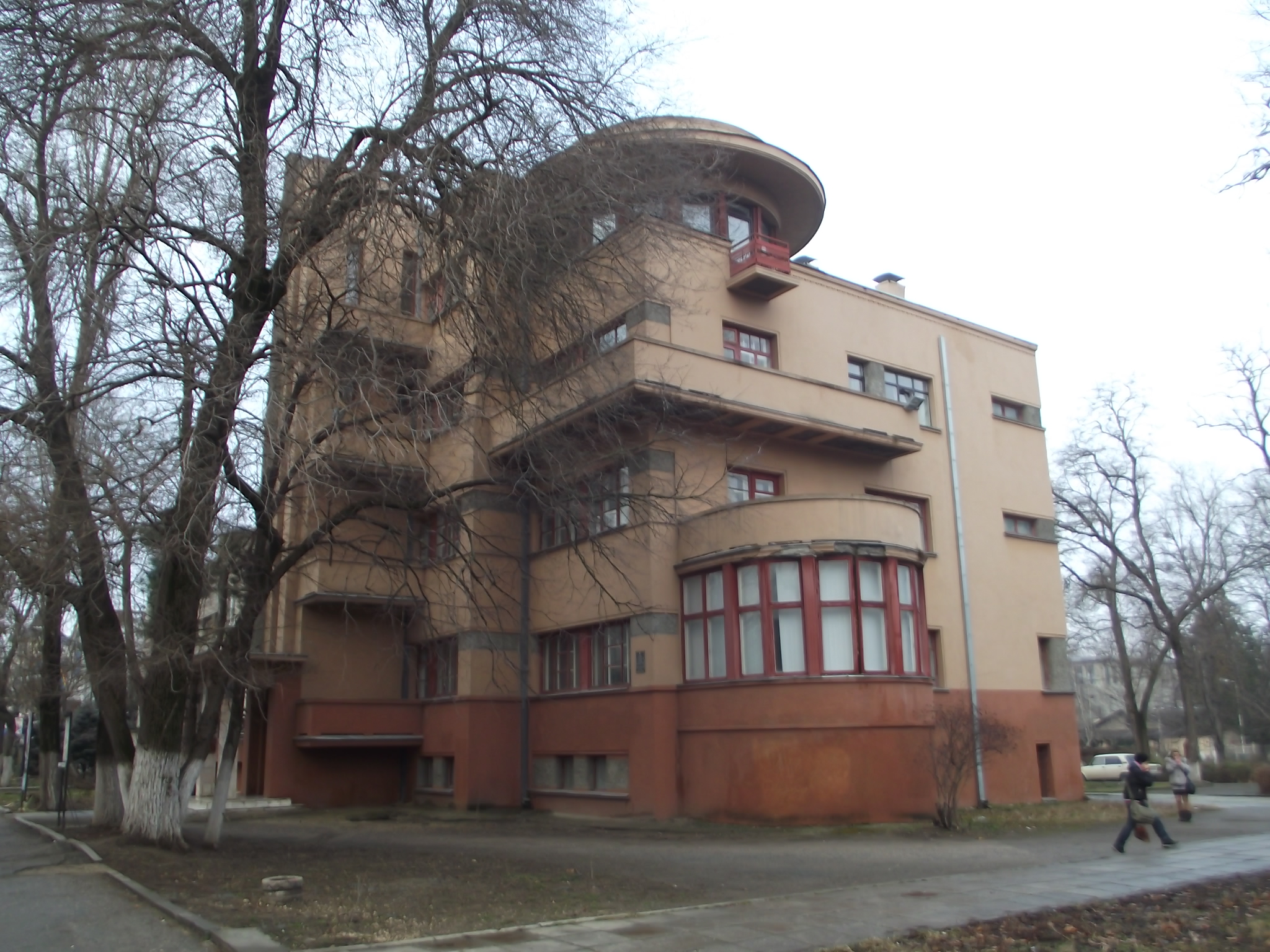
Остання адреса М. Асманова

На момент арешту проживав на вулиці Жуковського, 5 у Сімферополі, Житловий будинок уряду Кримської АРСР.
Заарештований 16 червня 1938 року. Звинувачувався за ст. 58-7, 19-58-8 та 58-11 Кримінального кодексу РРФСР за участі в антирадянській націоналістичній організації. Засуджений 8 липня 1941 року Військовою колегією Верховного суду СРСР. Розстріляний 27 липня 1941 року. Місце поховання — Бутове, «полігон Комунарка».
Реабілітований 6 березня 1958 року Військовою колегією Верховного суду СРСР.